# Foot Ball Club Torino 1910-1911
Questa voce raccoglie le informazioni riguardanti il Foot Ball Club Torino nelle competizioni ufficiali della stagione 1910-1911.

## Rosa
| N. |                     | Ruolo | Calciatore              |
| -- | ------------------- | ----- | ----------------------- |
|    | Svizzera (bandiera) | P     | Karl Arbenz             |
|    | Italia (bandiera)   |       | Augusto Arioni I        |
|    | Svizzera (bandiera) |       | Enrico Bachmann I       |
|    | Svizzera (bandiera) |       | Adolph Bachmann II      |
|    | Svizzera (bandiera) |       | Friedrich Bollinger (c) |
|    | Italia (bandiera)   |       | Pierluigi Caldelli      |
|    | Italia (bandiera)   |       | Domenico Capello        |
|    | Italia (bandiera)   |       | Carlo Capra II          |
|    | Italia (bandiera)   |       | Enrico Debernardi I     |
|    | Italia (bandiera)   |       | Guido Debernardi II     |
|    | Italia (bandiera)   |       | Carlo De Marchi         |
|    | Italia (bandiera)   |       | Attilio Fresia          |

| N. |                        | Ruolo | Calciatore                 |
| -- | ---------------------- | ----- | -------------------------- |
|    | Italia (bandiera)      | A     | Roberto Gera               |
|    | Italia (bandiera)      |       | Grandi                     |
|    | Italia (bandiera)      |       | Marengo                    |
|    | Italia (bandiera)      |       | Attilio Margaritora        |
|    | Inghilterra (bandiera) |       | Mason                      |
|    | Italia (bandiera)      |       | Eugenio Morandi            |
|    | Italia (bandiera)      | P     | Giuseppe Morando I         |
|    | Italia (bandiera)      |       | Vittorio Morelli di Popolo |
|    | Italia (bandiera)      |       | Murari                     |
|    | Inghilterra (bandiera) |       | Arthur Rodgers             |
|    | Inghilterra (bandiera) |       | Harold Swift               |
|    | Svizzera (bandiera)    |       | Zobrist                    |
|    | Svizzera (bandiera)    |       | Stocker                    |

## Risultati

### Prima Categoria

#### Girone Ligure-Lombardo-Piemontese
| Arbitro: | Malvano (Torino) |

|                     |           |          |
| Bachmann II Marengo | Marcatori | Klussman |

| Torino 18 dicembre 1910 2ª giornata | Torino           | 0 – 1 | Inter | Campo Piazza d'Armi (Ferrovia)\| Arbitro: \| Goodley (Torino) \| |
| Arbitro:                            | Goodley (Torino) |       |       |                                                                  |

| Arbitro: | Magni (Milano) |

|                  |           |           |
| Caldelli Capello | Marcatori | Maffiotti |

| Arbitro: | Magni (Milano) |

|  |           |           |
|  | Marcatori | Bollinger |

| Arbitro: | Goodley (Torino) |

|                      |           |                  |
| Bachmann I .’ (rig.) | Marcatori | Murphy Crocco II |

| Arbitro: | Malvano (Torino) |

|                                  |           |                 |
| Ferraro I 29’, 35’ Milano II 75’ | Marcatori | 48’ Bachmann II |

| Arbitro: | Goodley (Torino) |

|                                                                      |           |      |
| Capello Bachmann I .’ (rig.) Bachmann II Trerè II .’ (aut.) Capra II | Marcatori | Lana |

| Arbitro: | Moda (Milano) |

|          |           |                  |
| Corbelli | Marcatori | Capello Capra II |

| Arbitro: | Moda (Milano) |

|                             |           |                    |
| Griffini Santamaria Calì II | Marcatori | Rodgers Bachmann I |

| Arbitro: | Malvano (Torino) |

|       |           |  |
| Pizzi | Marcatori |  |

| Arbitro: | G.Colombo (Milano) |

|                              |           |            |
| Capello Bachmann II Capra II | Marcatori | Peruzzi II |

| Arbitro: | Magni (Milano) |

|                              |           |                        |
| Tobias Cevenini Carrer Rizzi | Marcatori | Bachmann I Bachmann II |

| Arbitro: | Faroppa (Torino) |

|         |           |                                  |
| Repetto | Marcatori | Debernardi II .’ (aut.) Brunoldi |

| Arbitro: | Faroppa (Torino) |

|                                                      |           |  |
| Capello .’ (rig.) Bachmann II Capra II Debernardi II | Marcatori |  |

| Arbitro: | Camperio (Milano) |

|                   |           |                     |
| Peruzzi II Follis | Marcatori | .’ (aut.) Simonazzi |

| Torino 18 giugno 1911 16ª giornata | Torino | 2 – 0 | Pro Vercelli | Campo Piazza d'Armi (Crocetta) |

## Statistiche

### Statistiche di squadra
| Competizione    | Punti | In casa | In casa | In casa | In casa | In casa | In casa | In trasferta | In trasferta | In trasferta | In trasferta | In trasferta | In trasferta | Totale | Totale | Totale | Totale | Totale | Totale | DR |
| Competizione    | Punti | G       | V       | N       | P       | Gf      | Gs      | G            | V            | N            | P            | Gf           | Gs           | G      | V      | N      | P      | Gf     | Gs     | DR |
| --------------- | ----- | ------- | ------- | ------- | ------- | ------- | ------- | ------------ | ------------ | ------------ | ------------ | ------------ | ------------ | ------ | ------ | ------ | ------ | ------ | ------ | -- |
| Prima Categoria | 18    | 8       | 6       | 0       | 2       | 21      | 11      | 8            | 3            | 0            | 5            | 12           | 16           | 16     | 9      | 0      | 7      | 33     | 27     | +6 |

### Statistiche dei giocatori
| Giocatore        | Prima Categoria | Prima Categoria |
| Giocatore        | Presenze        | Reti            |
| ---------------- | --------------- | --------------- |
| K. Arbenz        | 9               | -15             |
| A. Arioni I      | 5               | 0               |
| B. Bachmann I    | 15              | 4               |
| B. Bachmann II   | 15              | 8               |
| F. Bollinger     | 11              | 1               |
| P. Caldelli      | 4               | 1               |
| D. Capello       | 15              | 5               |
| C. Capra II      | 15              | 5               |
| D. Debernardi I  | 4               | 0               |
| D. Debernardi II | 8               | 2               |
| C. De Marchi     | 14              | 0               |
| A. Fresia        | 1               | 0               |
| R. Gera          | 3               | 0               |
| Grandi           | 1               | 0               |
| Marengo          | 1               | 1               |
| Margaritora      | 1               | 0               |
| Mason            | 4               | 0               |
| E. Morandi       | 1               | 0               |
| M. Morando I     | 6               | -11             |
| M. di Popolo     | 15              | 0               |
| Murari           | 1               | 0               |
| A. Rodgers       | 13              | 1               |
| H. Swift         | 1               | 0               |
| Zobrist          | 2               | 0               |